# Lily (Band)
Lily war eine deutsche Rockband der 1970er Jahre, die man dem Krautrock zuordnet. Stilmäßig spielten sie eine schroffe und unkonventionelle Version von Jazzrock.

## Bandgeschichte
Die Band nannte sich in Frankfurt am Main 1969 ursprünglich Monsun sie erhielten einen Plattenvertrag von Bellaphon  und wurden auf Verlangen des Labels 1973 in Lily umbenannt und wie Glam Rocker umgestylt. Ihre einzige Langspielplatte, die im Dierks-Studio von Dieter Dierks produziert wurde, wurde 1973 veröffentlicht auf dem Sublabel Bacillus (BLPS 19144) veröffentlicht. Die Auflage betrug 1000 Stück. Hans-Werner Steinbergs Saxophonspiel war kennzeichnend für die Platte.
Für die CD-Wiederveröffentlichung in Zusammenarbeit mit dem Label Garden of Delights kamen noch vier lange unveröffentlichte Stücke, die 1971 ohne Klaus Lehmann in einem Tonstudio in Detmold aufgenommen worden waren.  In veränderter Besetzung (im Dezember 1973 trennte sich die Band von Gitarrist Manfred Schmid aufgrund musikalischer Differenzen und wurde durch Björn Scherer-Mohr ersetzt, der aber nur ein Jahr in der Band blieb) spielte die Band bis 1976. Danach formierte sie sich um zu Hans Hager & Schwager und hatte als Comedy-Deutschrockband neue Erfolge.

## Mitglieder
- Wilfried Kirchmeier (Bass, Gesang)
- Manfred Schlagmüller (Schlagzeug)
- Hans-Werner Steinberg (Saxophon)
- Manfred-Josef Schmid (Gitarre)
- Klaus Lehmann (Gitarre)

## Diskografie
- 1973: V.C.U. (We See You) – Bacillus Records (BLPS 19144)[4]

## Rezeption
Im Rahmen einer Albenrezeption von V.C.U. (We See You) hieß es: „Obwohl Lily streng genommen keine Canterbury-Progressive-Rock-Band ist, bieten sie einen spannenden Einblick in die deutsche Progressive-Rock-Szene der frühen Siebziger. Die meisten Leute neigen zu der Vorstellung, dass die Szene in jenen Jahren nur aus elektronisch orientierten Bands wie Krautrock-Bands oder Klonen von Amon Duul bestand . Lily zerstreut diese Vorstellung mit einer hervorragenden Weiterentwicklung dessen, was im Grunde eine Rhythm-and-Blues-Grundlage ist, die im Kontext der Zeit, in der die Band lebte, noch einen Schritt weiter geht.“